# Krajowa Rada Związków Zawodowych
Krajowa Rada Związków Zawodowych (jap. 全国労働組合連絡協議会), często jako Zenrokyo (jap. 全労協) – japońska centrala związkowa działająca od 1989.

## Historia
W 1989 dwa główne organy związków zawodowych ⁣Rada Naczelna Związków Zawodowych Japonii (Sōhyō) i Japońska Konfederacja Pracy (Dōmei) utworzyły Japońską Konfederację Związków Zawodowych (RENGO), opowiadając się za zjednoczeniem japońskiego ruchu związkowego. Z drugiej strony, szereg innych związków zawodowych, które uważały RENGO za zbyt konserwatywne, utworzyło Krajową Konfederację Związków Zawodowych (Zenroren), która miała bliskie powiązania z Japońską Partią Komunistyczną.
Były też inne związki zawodowe, które nie chciały dołączyć ani do RENGO, ani do Zenroren, które 9 grudnia 1989 utworzyły Krajową Radę Związków Zawodowych pod hasłem „Rzeczywiście walczący ruch związkowy”. Organizacja ta powstała w Labor Research Center, które zostało utworzone przez byłych przewodniczących Sōhyō Kaoru Ota i Makoto Ichikawa oraz byłego sekretarza generalnego Akirę Iwai.
Zenroren nie jest związany oficjalnie z żadną partią polityczną, ale łączą ją bliskie relacje z Partią Socjaldemokartyczną.
W 2019 związki zrzeszone w centrali liczyły łącznie 107 618 pracowników.